# Hợp Phong
Hợp Phong là một xã thuộc huyện Cao Phong, tỉnh Hòa Bình, Việt Nam.

## Địa lý
Xã Hợp Phong nằm ở phía đông huyện Cao Phong, có vị trí địa lý:
- Phía đông giáp huyện Kim Bôi
- Phía tây giáp thị trấn Cao Phong và xã Tây Phong
- Phía nam giáp xã Dũng Phong và xã Thạch Yên
- Phía bắc giáp xã Thu Phong.

Xã Xuân Phong có diện tích 49,12 km², dân số năm 2018 là 8.363 người, mật độ dân số đạt 170 người/km².

## Lịch sử
Trước năm 1945, địa bàn xã Hợp Phong hiện nay là một phần xã Cao Phong thuộc tổng Cao Phong, châu Kỳ Sơn. Sau Cách mạng Tháng Tám, xã Cao Phong thuộc huyện Kỳ Sơn.
Tháng 8 năm 1954, Ủy ban kháng chiến hành chính Liên khu III quyết định chia xã Cao Phong thành 8 xã: Dũng Phong, Nam Phong, Tân Phong, Tây Phong, Thu Phong, Xuân Phong, Đông Phong và Bắc Phong.
Ngày 12 tháng 12 năm 2001, huyện Cao Phong được thành lập, các xã Đông Phong, Tân Phong và Xuân Phong chuyển sang trực thuộc huyện Cao Phong.
Đến năm 2018, xã Đông Phong có diện tích 9,76 km², dân số là 2.272 người, mật độ dân số đạt 233 người/km²; xã Tân Phong có diện tích 8,58 km², dân số là 2.612 người, mật độ dân số đạt 304 người/km²; xã Xuân Phong có diện tích 30,78 km², dân số là 3.479 người, mật độ dân số đạt 113 người/km².
Ngày 17 tháng 12 năm 2019, Ủy ban Thường vụ Quốc hội ban hành Nghị quyết số 830/NQ-UBTVQH14 về việc sắp xếp các đơn vị hành chính cấp huyện, cấp xã thuộc tỉnh Hòa Bình (nghị quyết có hiệu lực từ ngày 1 tháng 1 năm 2020). Theo đó, sáp nhập toàn bộ diện tích và dân số của ba xã Đông Phong, Tân Phong và Xuân Phong thành xã Hợp Phong.